# Gees Gwardafuy
Gees Gwardafuy, Caseyr (arab. Ras Ghardafuj) – przylądek w Somalii.
Znajduje się na krańcu Półwyspu Somalijskiego, u wejścia do Zatoki Adeńskiej.